# Campionati sudamericani di atletica leggera indoor 2022
I II Campionati sudamericani di atletica leggera indoor si sono svolti all'Estadio de Atletismo del Gobierno Autónomo Municipal di Cochabamba, in Bolivia, il 19 e 20 febbraio 2022.

## Risultati

### Uomini
| Specialità | Oro                                                                        | Prestazione | Argento                                                               | Prestazione | Bronzo                 | Prestazione            |
| Corse |                                                                            |             |                                                                       |             |                        |                        |
| 60 m piani (dettagli) | Felipe Bardi dos Santos                                                    | 6"62        | David Vivas                                                           | 6"63        | Franco Florio          | 6"70                   |
| 400 m piani (dettagli) | Lucas Carvalho                                                             | 46"85       | Javier Gómez                                                          | 47"25       | Pedro Luiz de Oliveira | 47"40                  |
| 800 m piani (dettagli) | Lucirio Antonio Garrido                                                    | 1'52"12     | Eduardo Moreira                                                       | 1'52"40     | Guilherme Kurtz        | 1'52"71                |
| 1500 m piani (dettagli) | David Ninavia                                                              | 3'56"16     | Jose Gonzalez                                                         | 3'57"13     | Guilherme Kurtz        | 3'57"58                |
| 3000 m piani (dettagli) | Daniel Toroya                                                              | 8'38"29     | Ederson Pereira                                                       | 8'40"96     | José Daniel González   | 8'49"80                |
| 60 m ostacoli (dettagli) | Rafael Pereira                                                             | 7"58 =      | Gabriel Constantino                                                   | 7"72        | Agustín Carrera        | 7"85                   |
| Salti |                                                                            |             |                                                                       |             |                        |                        |
| Salto in alto (dettagli) | Thiago Moura                                                               | 2,22 m      | Carlos Layoy                                                          | 2,16 m      | José André Camacho     | 1,90 m                 |
| Salto con l'asta (dettagli) | Augusto Dutra                                                              | 5,50 m =    | Abel Curtinove                                                        | 5,05 m      | Medaglia non assegnata | Medaglia non assegnata |
| Salto in lungo (dettagli) | José Luis Mandros                                                          | 8,17 m      | Emiliano Lasa                                                         | 8,10 m      | Samory Fraga           | 7,82 m                 |
| Salto triplo (dettagli) | Alexsandro Melo                                                            | 16,62 m     | Almir dos Santos                                                      | 16,59 m     | Leodán Torrealba       | 16,55 m                |
| Lanci |                                                                            |             |                                                                       |             |                        |                        |
| Getto del peso (dettagli) | Darlan Romani                                                              | 21,71 m     | Willian Dourado                                                       | 19,83 m     | Ignacio Carballo       | 19,04 m                |
| Staffette |                                                                            |             |                                                                       |             |                        |                        |
| Staffetta 4×400 m (dettagli) | Venezuela Leodan Torrealba Lucirio Antonio Garrido Ryan López Javier Gómez | 3'16"91     | Bolivia Tito Hinojosa Juan Manuel Gareca Alberto Antelo Nery Peñaloza | 3'17"87     | Medaglia non assegnata | Medaglia non assegnata |
| Prove multiple |                                                                            |             |                                                                       |             |                        |                        |
| Eptathlon (dettagli) | Felipe Vinícius dos Santos                                                 | 5799 p.     | Georni Jaramillo                                                      | 5552 p.     | José Fernando Santana  | 5489 p.                |
| record mondiale; record mondiale stagionale; record sudamericano; record dei campionati; record nazionale; record personale; record personale stagionale. |                                                                            |             |                                                                       |             |                        |                        |

### Donne
| Specialità | Oro                                                              | Prestazione | Argento                                                                                | Prestazione | Bronzo                  | Prestazione            |
| Corse |                                                                  |             |                                                                                        |             |                         |                        |
| 60 m piani (dettagli) | Rosângela Santos                                                 | 7"24        | Vitoria Cristina Rosa                                                                  | 7"25        | Macarena Borie          | 7"43                   |
| 400 m piani (dettagli) | Tábata de Carvalho                                               | 54"81       | Liliane Parrela                                                                        | 55"37       | Noelia Martínez         | 55"88                  |
| 800 m piani (dettagli) | Déborah Rodríguez                                                | 2'18"23     | Jaqueline Weber                                                                        | 2'18"58     | Martina Escudero        | 2'19"33                |
| 1500 m piani (dettagli) | Jhoselyn Camargo Aliaga                                          | 4'39"33     | Tatiana Jahuira Poma                                                                   | 4'46"49     | Jaqueline Beatriz Weber | 4'49"42                |
| 3000 m piani (dettagli) | Lizeth Veizaga                                                   | 10'47"84    | Eva Fernández                                                                          | 11'09"00    | Elisângela de Oliveira  | 11'40"68               |
| 60 m ostacoli (dettagli) | Ketiley Batista                                                  | 8"41        | Diana Bazalar                                                                          | 8"48        | Valentina Polanco       | 8"62                   |
| Salti |                                                                  |             |                                                                                        |             |                         |                        |
| Salto in alto (dettagli) | Sarah Freitas                                                    | 1,79 m      | Arielly Rodrigues                                                                      | 1,73 m      | Carla Ríos              | 1,70 m                 |
| Salto con l'asta (dettagli) | Isabel de Quadros                                                | 4,10 m      | Alejandra Arevalo                                                                      | 4,00 m      | Juliana Campos          | 3,90 m                 |
| Salto in lungo (dettagli) | Nathalee Aranda                                                  | 6,43 m      | Rocío Muñoz                                                                            | 6,29 m      | Eliane Martins          | 6,23 m                 |
| Salto triplo (dettagli) | Gabriele dos Santos                                              | 13,89 m     | Liuba Zaldívar                                                                         | 13,66 m     | Silvana Segura          | 13,31 m                |
| Lanci |                                                                  |             |                                                                                        |             |                         |                        |
| Getto del peso (dettagli) | Livia Avancini                                                   | 17,52 m     | Ivana Xennia Gallardo                                                                  | 17,03 m     | Milena Jaqueline Sens   | 16,59 m                |
| Staffette |                                                                  |             |                                                                                        |             |                         |                        |
| Staffetta 4×400 m (dettagli) | Bolivia Lucía Sotomayor Mariana Arce Tania Guasace Cecilia Gómez | 3'47"37     | Argentina Martina Escudero Valentina Polanco María Florencia Lamboglia Noelia Martínez | 3'59"15     | Medaglia non assegnata  | Medaglia non assegnata |
| Prove multiple |                                                                  |             |                                                                                        |             |                         |                        |
| Pentathlon (dettagli) | Raiane Procópio                                                  | 3921 p.     | Camila Jiménez                                                                         | 3202 p.     | Medaglia non assegnata  | Medaglia non assegnata |
| record mondiale; record mondiale stagionale; record sudamericano; record dei campionati; record nazionale; record personale; record personale stagionale. |                                                                  |             |                                                                                        |             |                         |                        |

## Medagliere
Legenda
     Paese ospitante
| Posizione | Paese     | Oro | Argento | Bronzo | Totale |
| --------- | --------- | --- | ------- | ------ | ------ |
| 1         | Brasile   | 16  | 10      | 10     | 36     |
| 2         | Bolivia   | 5   | 4       | 2      | 11     |
| 3         | Venezuela | 2   | 4       | 2      | 8      |
| 4         | Perù      | 1   | 2       | 1      | 4      |
| 5         | Uruguay   | 1   | 1       | 0      | 2      |
| 6         | Panama    | 1   | 0       | 0      | 1      |
| 7         | Argentina | 0   | 2       | 6      | 8      |
| 8         | Cile      | 0   | 2       | 1      | 3      |
| 9         | Ecuador   | 0   | 1       | 0      | 1      |
| Totale    | Totale    | 26  | 26      | 22     | 74     |